# Charlestown (Boston)
Pour les articles homonymes, voir Charlestown.

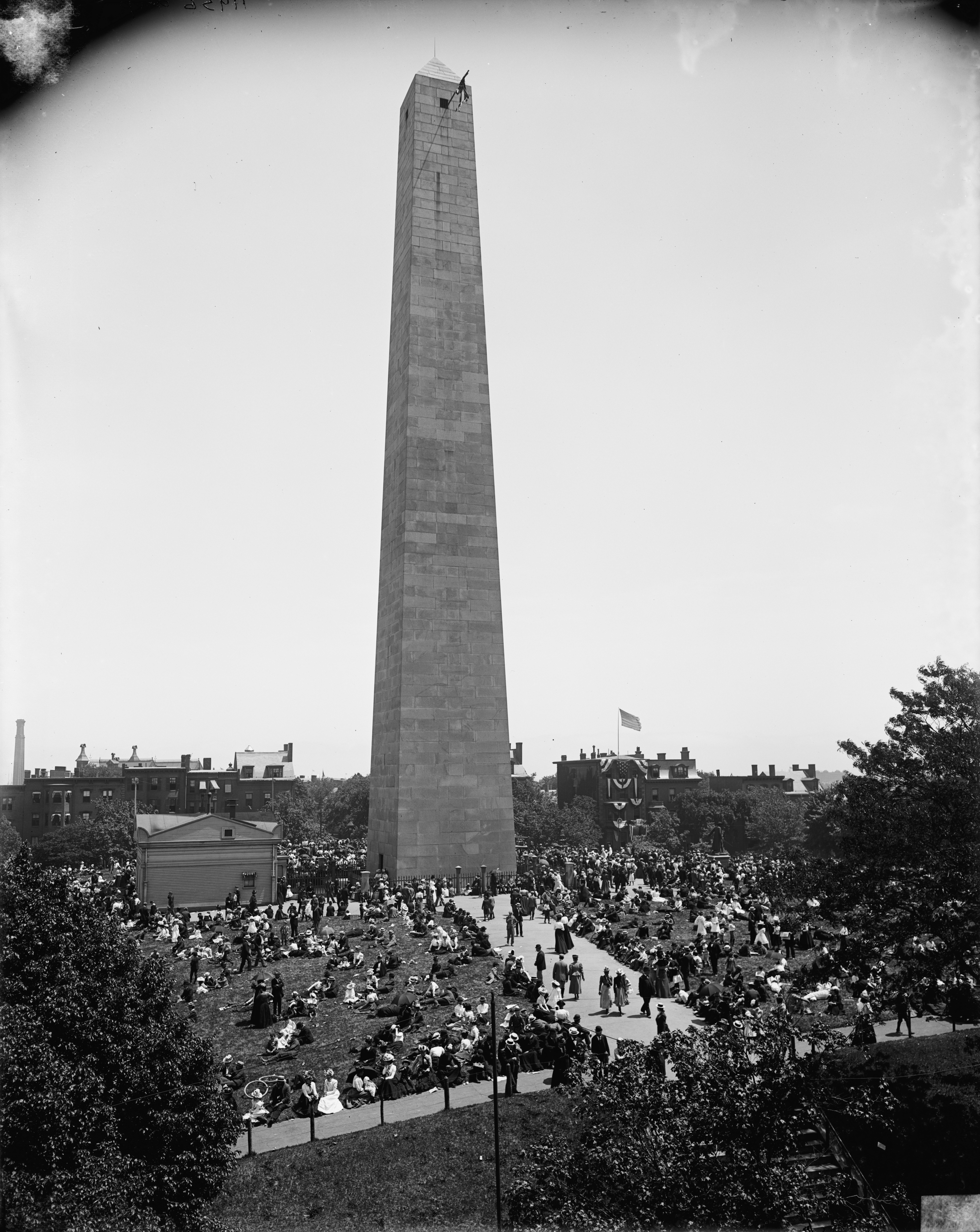
Monument de Bunker Hill. Jour anniversaire de la bataille, entre 1890 et 1901.

Charlestown est aujourd'hui un quartier de la ville de Boston, comté de Suffolk, dans l'État du Massachusetts aux États-Unis. Initialement appelé Mishawum par les Amérindiens à sa création en 1628, il est situé sur une péninsule au nord de la rivière Charles, en face du centre-ville de Boston, et jouxte la Mystic River et le port de Boston. Charlestown a été aménagé en 1629 par l'ingénieur Thomas Graves, l'un de ses premiers colons. 
Le 17 juin 1775, la péninsule de Charlestown a été le théâtre de la bataille de Bunker Hill, épisode fameux de la guerre d'indépendance des États-Unis, bataille qui s'est déroulée pendant le siège de Boston. C'était à l'origine une ville à part entière et la première capitale de la Colonie de la baie du Massachusetts, avant d'être intégrée dans Boston le 5 janvier 1874. 
La population d'origine irlandaise y est importante depuis la migration des Irlandais pendant la Grande famine en Irlande des années 1840. Depuis la fin des années 1980, le quartier a beaucoup changé en raison de sa proximité avec le centre-ville et du fait de son architecture coloniale. Cependant, Charlestown maintient toujours une forte population à l'identité irlando-américaine.

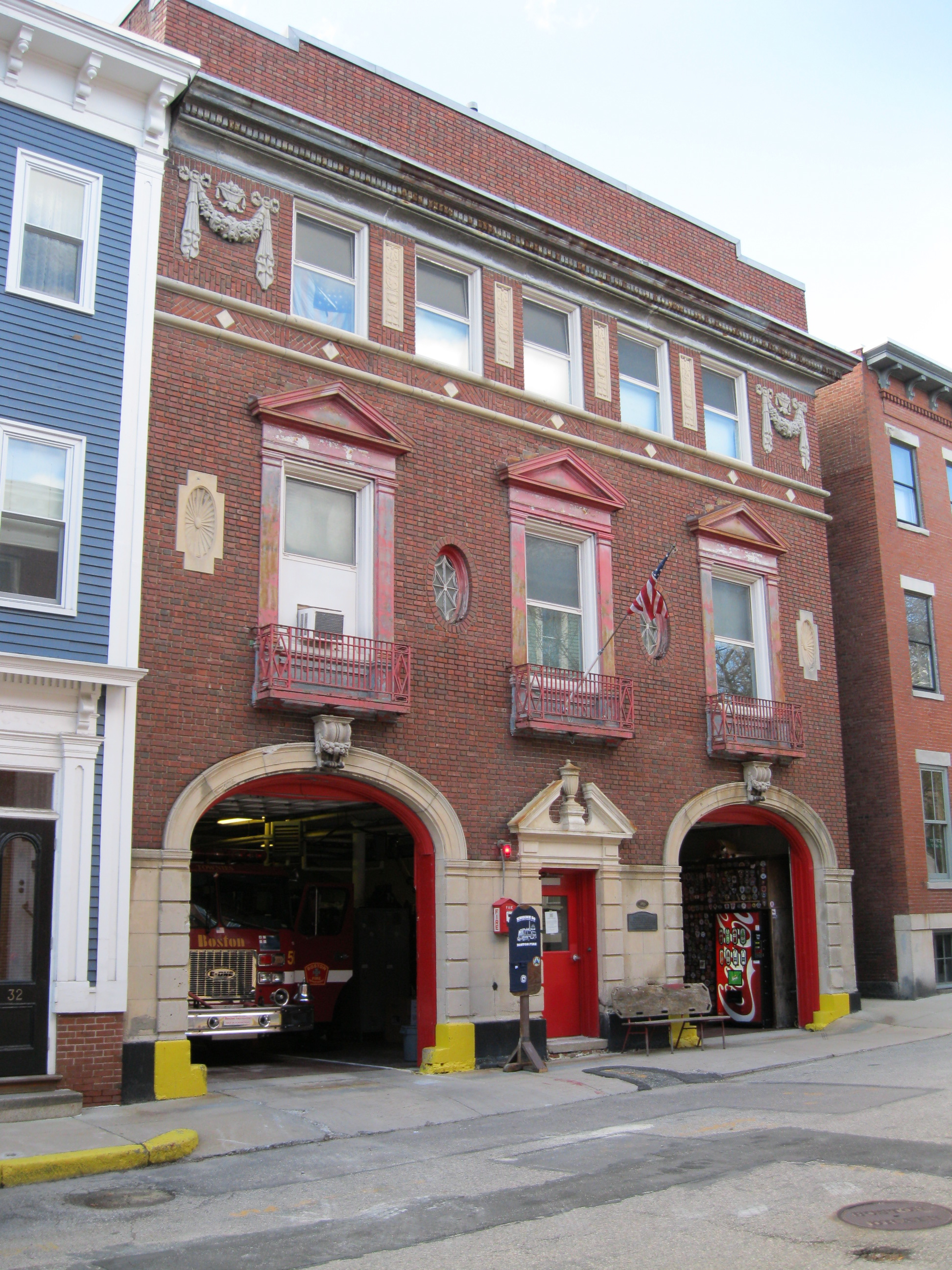
Caserne des Pompiers de Boston à Charlestown.

## Géographie
Situé au nord-est de Boston sur une péninsule s'étendant au sud-est entre le fleuve Charles et la Mystic River, le quartier de Charlestown a une population de souche essentiellement irlandaise. L'étendue géographique du quartier a radicalement changé, comparée à son ancêtre coloniale. Les opérations de nivellement des collines ont beaucoup développé Boston et ont élargi Charlestown, éliminant l'étroite bande de Charlestown neck qui reliait l'extrémité nord-ouest de la péninsule de Charlestown au continent. Le territoire d'origine comprenait également ce qui est aujourd'hui Somerville, qui est devenue une ville séparée en 1842, ainsi que la partie nord d'Arlington. À l'époque, la péninsule de Charlestown s'est urbanisée, tandis que Somerville est restée largement rurale.

## Histoire
Le 17 juin 1775, la péninsule de Charlestown a été le théâtre de la bataille de Bunker Hill, épisode fameux de la guerre d'indépendance des États-Unis qui s'est déroulé pendant le siège de Boston. Un monument a été érigé à Charlestown en souvenir de cette bataille. Cette bataille est décrite dans le roman de Kenneth Roberts: Oliver Wiswell (1940) (titre français: Où souffle la tempête).

## Démographie
Au Recensement de 2010, la population du quartier s'élevait à 16 439 habitants contre 15 195 au Recensement de 2000 soit une augmentation de 8,2 %. Cette population est à grande majorité blanche (80,1 %), suivie par les Asiatiques (8,1 %) et les Noirs (5,8 %). Le nombre de maisons est de 837 contre 800 en 2000. En 2010, 95,1 % de ces logements sont occupés (92,4 % en 2000).
Le revenu moyen en 2009 s'élevait à 83 926 dollars, avec 9,1 % de la population ayant un revenu inférieur à10 000 dollars et surtout 14,2 % supérieur à 200 000 dollars.

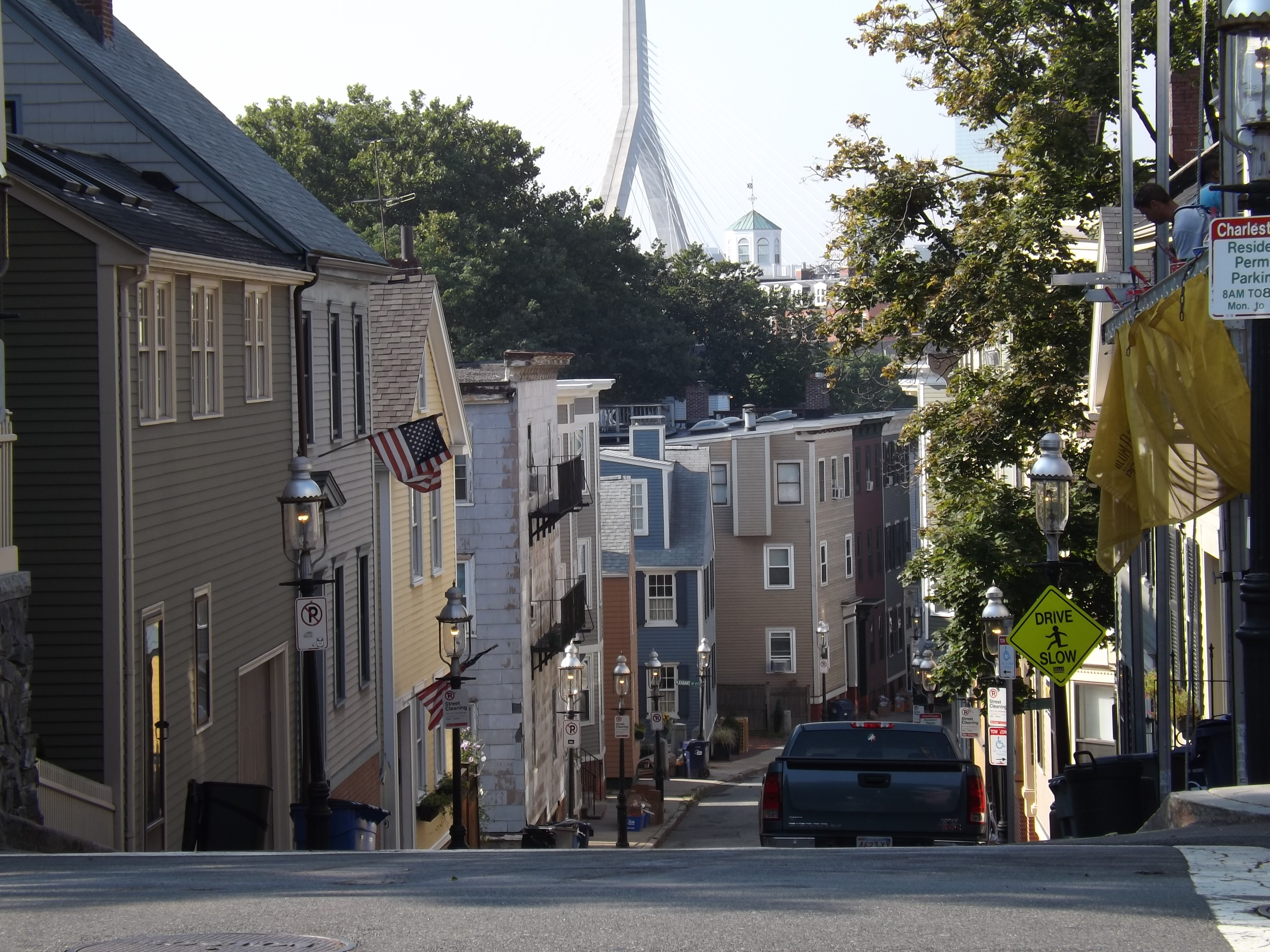
Charlestown Heights, Monument square.

## Éducation

### Élémentaire et secondaire
Boston Public Schools gère les écoles publiques : Harvard/Kent Elementary School, Clarence R. Edwards Middle School, Warren/Prescott K-8 School et Charlestown High School.

### Lycée et université
Le campus principal de Bunker Hill Community College (en) est situé à Charlestown.
Le MGH Institute of Health Professions (en), école d'enseignement supérieur fondé par le Massachusetts General Hospital est situé à Charlestown Navy Yard. Les principales branches sont la physiothérapie, l'ergothérapie, les soins infirmiers et les troubles de la communication.

### Bibliothèque publique
La Boston Public Library fonctionne avec une annexe à Charlestown. La bibliothèque a ouvert ses portes dans le bâtiment Warren le 7 janvier 1862. La bibliothèque a déménagé pour un plus grand espace dans la nouvelle salle de Charlestown City en 1869. En 1913, cette annexe a déménagé à l'intersection de Monument Avenue et Monument Square, à proximité de Bunker Hill Monument. Enfin elle a déménagé une nouvelle fois à son emplacement actuel en 1970.

## Sites remarquables
Charlestown contient plusieurs lieux d'intérêt historique, dont beaucoup sont marqués par l'extrémité nord du Freedom Trail de Boston. Le Freedom Trail se termine à Bunker Hill Monument commémorant la célèbre bataille de Bunker Hill. Le USS Constitution, le plus ancien navire commandé dans la marine américaine, est amarré dans le Charlestown Navy Yard.
Charlestown est également l'endroit d'où Paul Revere a commencé son fameux « tour de minuit » avant les batailles de Lexington et Concord. Un restaurant a ouvert en 1780 et toujours en activité, Warren Tavern, prétend avoir été l'une des tavernes préférées de Revere. Des églises de Charlestown, l'Église Sainte-Marie de Charlestown, architecture néogothique (fin XIXe siècle), avec un plafond et des vitraux remarquables est considéré comme l'un des chefs-d'œuvre de Patrick Keely.

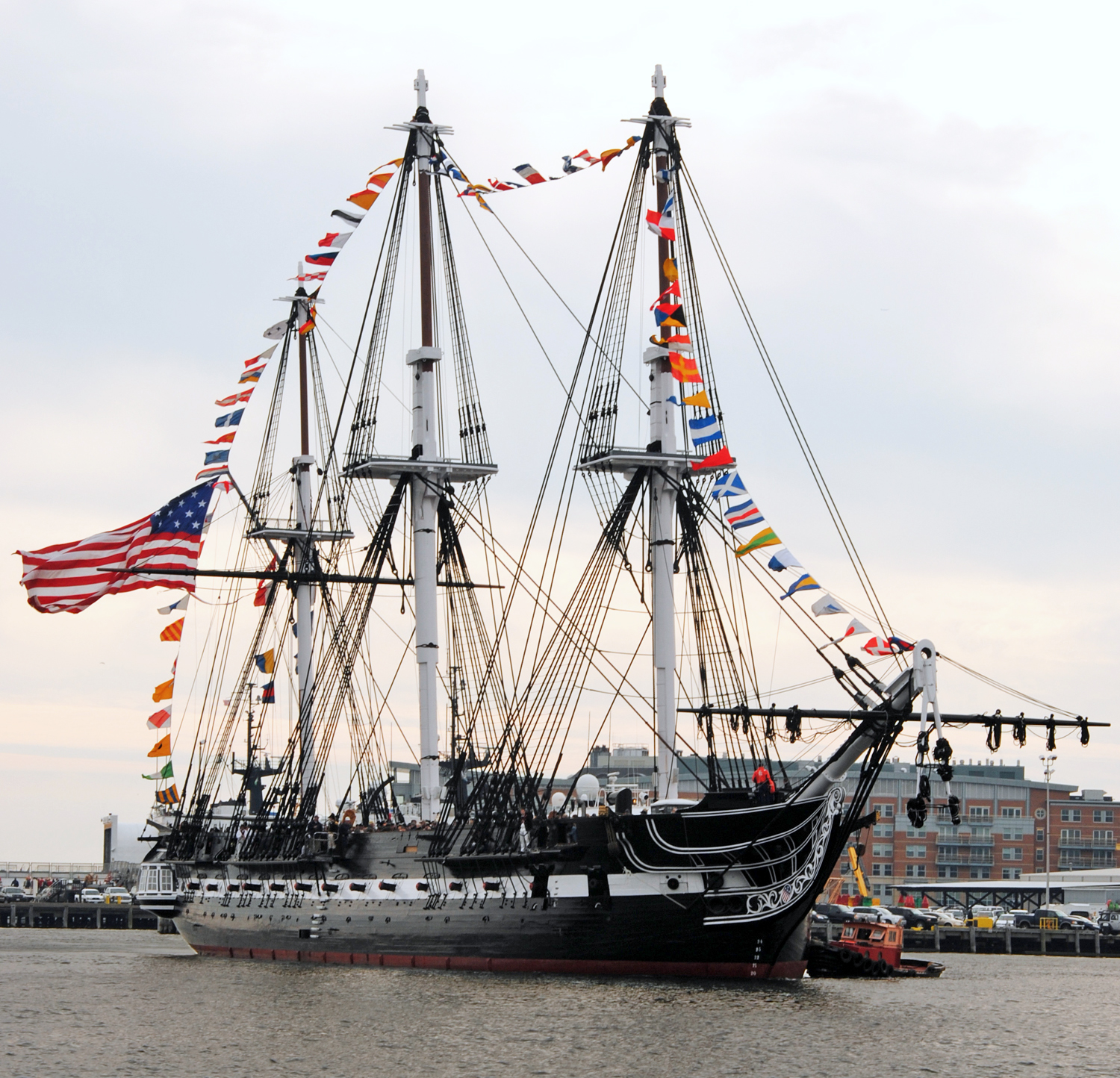
USS Constitution en 2010
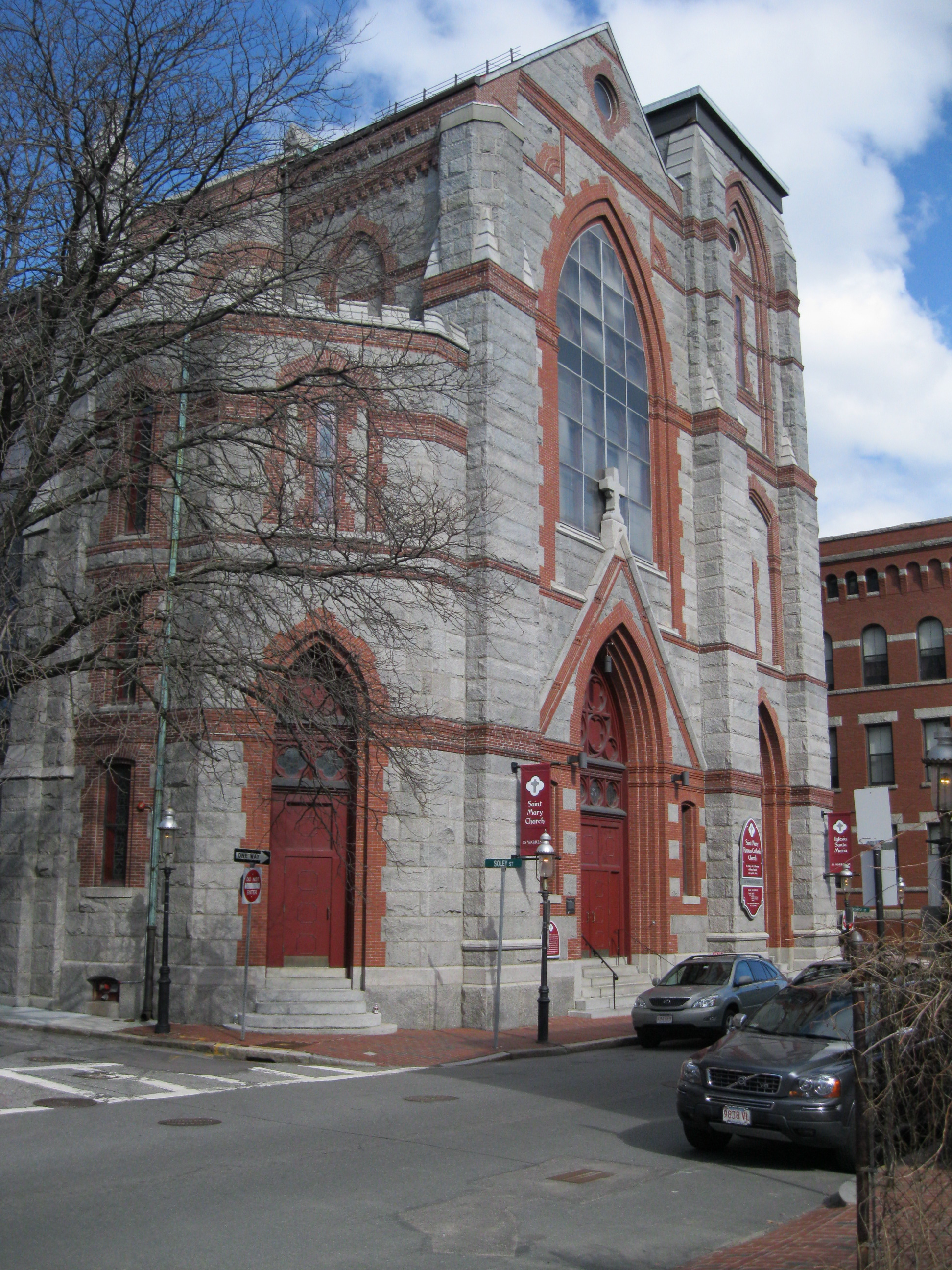
Église Sainte-Marie de Charlestown
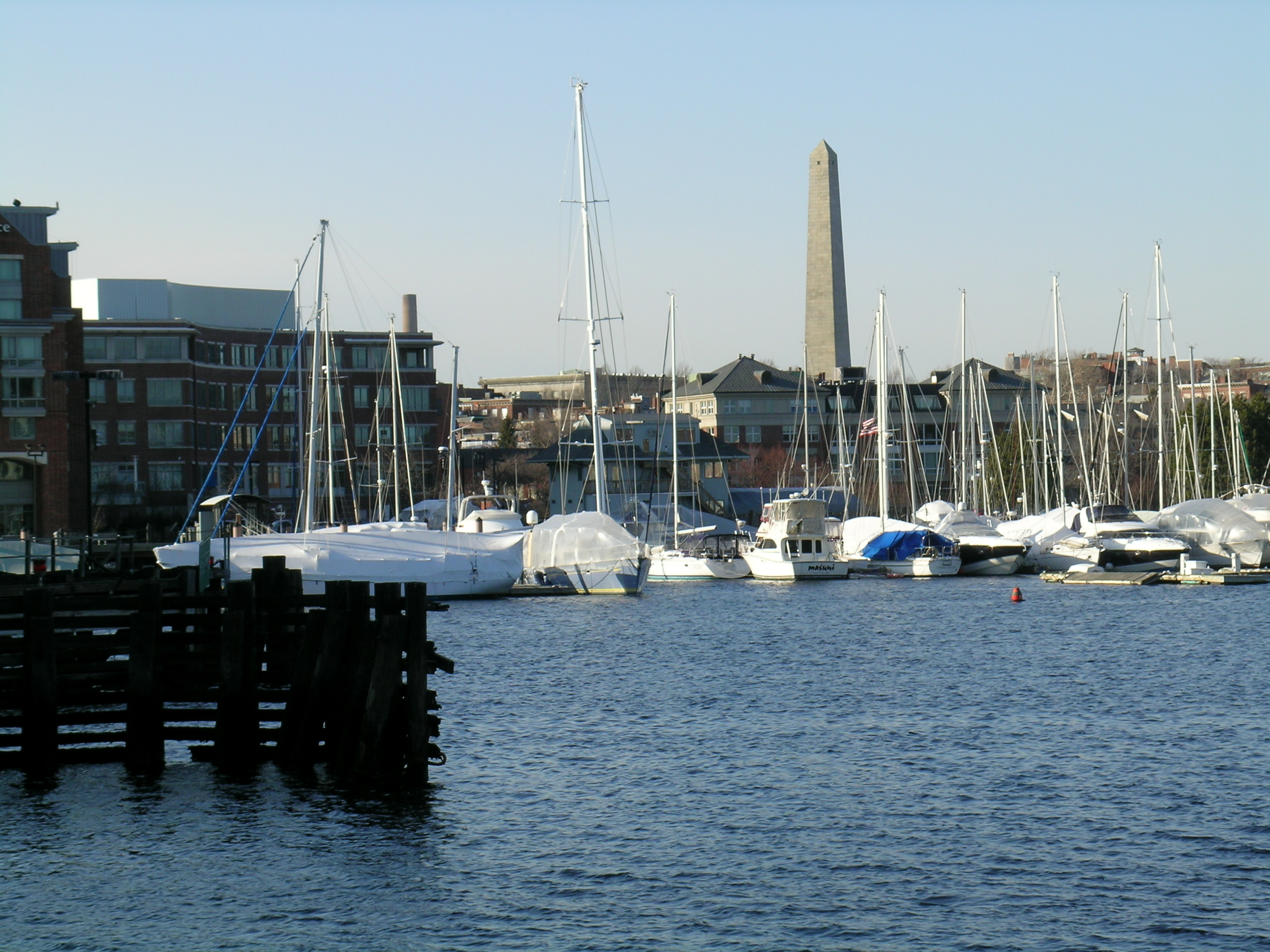
Port avec Bunker Hill au fond

## Charlestown au cinéma
Le film américain The Town de Ben Affleck, sorti en septembre 2010 et qui est l'adaptation du roman Prince of Thieves de Chuck Hogan, retrace la vie de Doug MacRay et d'un groupe de braqueurs de banques de Boston, poursuivis par les représentants de la loi qui tentent de les arrêter.

## Personnalités liées au quartier
- Samuel Morse (né le 27 avril 1791 à Charlestown et mort le 2 avril 1872 à New York) est un peintre américain, développeur d'un télégraphe électrique et de l'alphabet qui portent son nom.
- Albert Gallatin Blanchard (en) (6 septembre 1810 à Charlestown – 21 juin 1891), général de l'Armée des États confédérés pendant la Guerre de Sécession.
- Charles R. Adams (9 février 1834 à Charlestown – 4 juillet 1900), chanteur d'opéra et professeur de chant. Un excellent ténor et bon acteur, il avait une présence scénique imposante et a été particulièrement admiré pour ses interprétations des œuvres de Richard Wagner.
- Charles B. Atwood (né en 1849 à Charlestown et mort en 1896) était un architecte américain qui a conçu plusieurs bâtiments et un grand nombre de structures secondaires pour l'Exposition Colombienne de 1893 à Chicago.
- Nicola Sacco et Bartolomeo Vanzetti ont été exécutés à la prison d'État de Charlestown dans la nuit du 22 au 23 août 1927 par le bourreau Robert G. Elliott.
- Robert G. Elliott (né le 27 janvier 1874 - décédé le 10 octobre 1939) est un célèbre bourreau américain. En tant qu'« électricien d'État », il actionna la chaise électrique tant pour l'État de New York (son principal employeur) que pour les États américains voisins, ce qui l'amena à exécuter beaucoup des grands criminels ayant sévi aux États-Unis avant la Seconde Guerre mondiale. Il travailla ainsi pour la prison d'État de Charlestown.
- John Fitzgerald Kennedy a été élu représentant de ce district au Sénat du Massachusetts en 1947.
- James Frothingham Hunnewell, marchand, antiquaire et philanthrope américain y est né en 1832

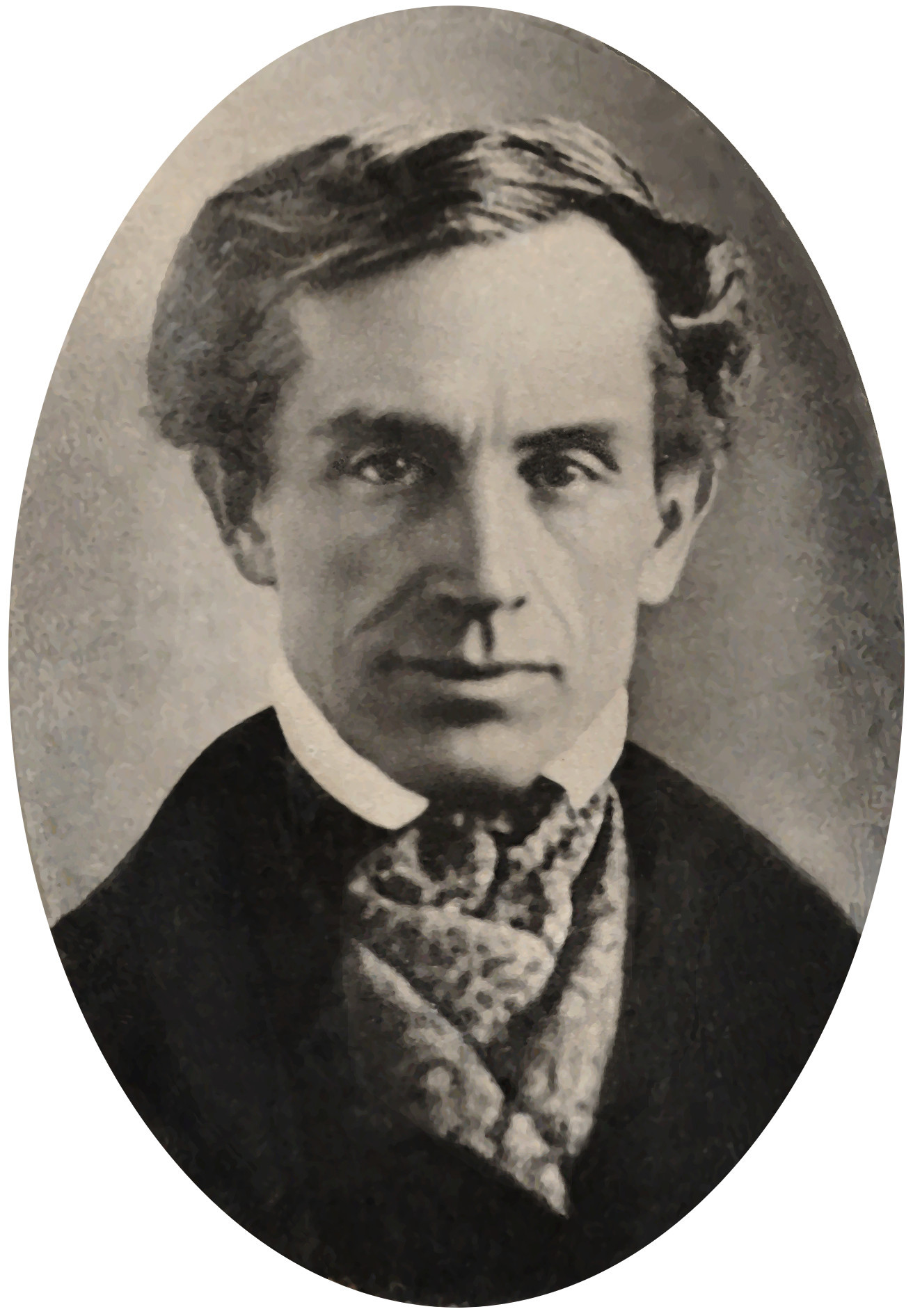
Samuel Morse
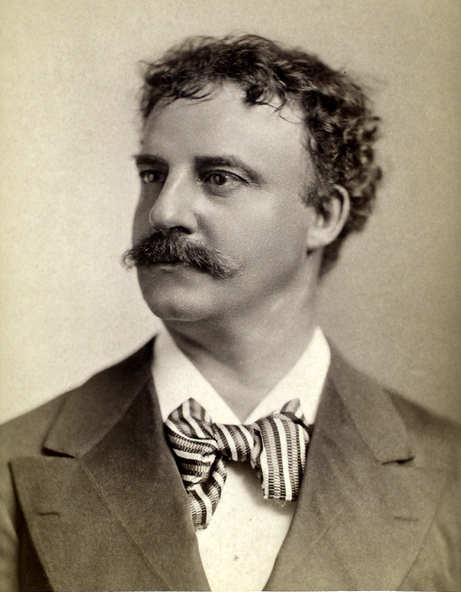
Charles R. Adams
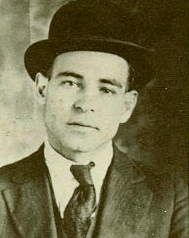
Nicola Sacco
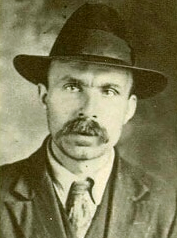
Bartolomeo Vanzetti
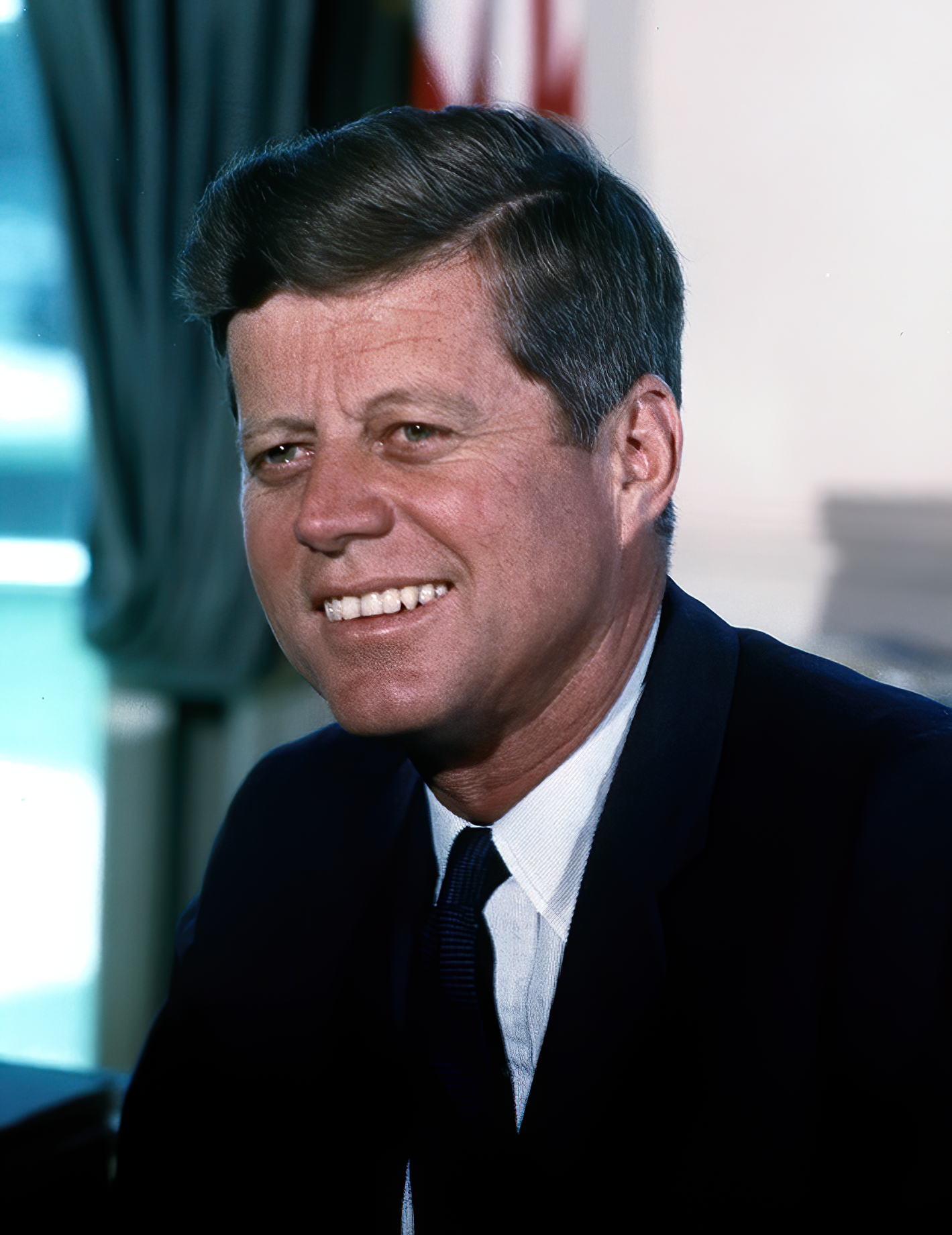
John Fitzgerald Kennedy